# Ulysses Llanez
Ulysses Llanez, né le 2 avril 2001 à Lynwood, en Californie aux États-Unis, est un joueur international américain de soccer qui joue au poste d'ailier.

## Biographie

### En club
Né à Lynwood, en Californie aux États-Unis, Ulysses Llanez est formé par le Galaxy de Los Angeles où il joue avec les équipes de jeunes puis, dès 2017 avec l'équipe réserve.
Le 2 avril 2019, jour de ses dix-huit ans, Llanez signe en faveur du VfL Wolfsburg, où il est dans un premier temps intégré à l'équipe des moins de dix-neuf ans.
Il est convoqué pour la première fois dans le groupe professionnel du VfL Wolfsburg pour le match de Bundesliga face au Bayer Leverkusen, le 26 mai 2020. Débutant la rencontre sur le banc des remplaçants, il n'entre finalement pas en jeu.
Le 15 septembre 2020, Ulysses Llanez est prêté pour une saison au club néerlandais du SC Heerenveen. Il joue son premier match le 2 octobre 2020, en entrant en jeu face au FC Utrecht, en championnat (1-1).
Le 9 juillet 2021, Ulysses Llanez est prêté pour une saison au SKN Sankt Pölten.
Le 13 mai 2022, Llanez se fait remarquer en réalisant un doublé contre le FC Wacker Innsbruck, en championnat. Il est également l'auteur d'une passe décisive ce jour-là, et permet à son équipe de s'imposer (3-1 score final).

### En sélection
Avec l'équipe des États-Unis des moins de 16 ans, il est l'auteur d'un doublé lors d'un match amical face à l'Angleterre, en octobre 2016, permettant à son équipe de l'emporter 2-1.
Ulysses Llanez est ensuite sélectionné avec l'équipe des États-Unis des moins de 20 ans pour participer au championnat de la CONCACAF des moins de 20 ans en 2018. Lors de cette compétition organisée dans son pays natal, il se met en évidence en inscrivant sept buts en six matchs, et en délivrant quatre passes décisives. Il est notamment l'auteur d'un triplé lors de la très large victoire face aux îles Vierges britanniques (score : 0-13). Il dispute la finale de cette compétition remportée par deux buts à zéro face au Mexique.
Avec cette même sélection, il participe à la Coupe du monde des moins de 20 ans en 2019, qui se déroule en Pologne. Il joue trois rencontres lors de ce tournoi. Les jeunes américains se hissent jusqu'en quarts de finale, en étant éliminés par l'Équateur.
Il honore sa première sélection avec l'équipe nationale des États-Unis à l'occasion d'un match amical face au Costa Rica, le 1er février 2020. Titulaire lors de cette rencontre, il s'illustre en inscrivant sur un penalty, consécutif à une faute de Randall Leal sur Reggie Cannon, l'unique but de la partie, donnant ainsi la victoire à son équipe.
Le 1er mars 2021, il est retenu dans la pré-liste de trente-et-un joueurs pour le tournoi pré-olympique masculin de la CONCACAF 2020 avec les moins de 23 ans. Initialement retenu dans la liste des vingt joueurs appelés à disputer le tournoi pré-olympique de la CONCACAF, il doit déclarer forfait après avoir été victime d'une blessure à la cheville et est remplacé par Tanner Tessmann.

## Palmarès
- Vainqueur du championnat de la CONCACAF des moins de 20 ans en 2018 avec l'équipe des États-Unis des moins de 20 ans